# Una notte a Bangkok
Una notte a Bangkok (One Night in Bangkok) è un film del 2020 diretto da Wit Kaosainan.

## Trama
Kai Kahale è un hawaiano non più giovane, con un passato da militare, che si reca a Bangkok. Una volta in città, tramite un'applicazione per cellulare chiama un taxi, guidato dalla giovane anglo-thailandese Vanida Hoffstead detta "Fha", alla quale fa una proposta: se accetterà di portarlo in giro per la città tutta la notte senza fargli domande, le pagherà 6 000 dollari. Come prima tappa si fa portare al palazzo dove ha sede uno studio legale, in cui ha un appuntamento con un'avvocata. Dopo essersi accomodato nel suo ufficio, le spara alla testa col silenziatore, quindi esce con noncuranza dall'edificio e riprende il taxi. Dice allora a Fha che deve recarsi ad una stazione di polizia per incontrare un agente che ha avuto a che fare con la sua famiglia e al quale deve riconoscenza. Kai incontra sì l'agente, non alla stazione ma nel suo appartamento, e sparandogli gli dice: "Questo è per Lisa". 
Fha, notando una ferita alla testa di Kai, che si è fatto nella colluttazione, si mette a medicarlo e inizia a porsi degli interrogativi sugli scopi che muovono il suo passeggero, che la invita a fermarsi un attimo a prendere qualcosa da mangiare e da bere. Intanto la polizia ha trovato la prima vittima di Kai, individuando in lui l'assassino poiché si era presentato con le sue vere generalità. 
In un chiosco, Kai spiega a Fha che qualche tempo addietro sua figlia e la sua nipotina hanno avuto in Thailandia un incidente, nel quale sono morte, e che vuole incontrare le persone che sono state coinvolte. Fha, scossa dalla rivelazione, confida a Kai che anch'ella è stata coinvolta in un incidente, nel quale ha causato la morte di una bambina.
La tappa successiva è un night club: qui Kai spara a un giovanotto che si è appena appartato con una ragazza, rimproverandogli di aver distrutto una famiglia con la sua Porsche. Chiede poi a Fha di condurlo all'ospedale più vicino. I poliziotti che lavorano sul caso del primo omicidio di Kai trovano anche la seconda vittima e vengono informati che il probabile assassino ha colpito anche nel night club, ma stavolta non ha ucciso. Nel taxi di Fha, Kai ammette di sapere che la macchina che ha provocato la morte di sua figlia, di suo genero e della loro bambina apparteneva a lei, e che per questo ha fatto in modo di averla come conducente, ma le dice anche di non avere intenzione di ucciderla, preferendo che passi tutta la vita a struggersi per il senso di colpa.
Nella stanza d'ospedale in cui è stata ricoverata l'ultima vittima di Kai, questi uccide prima la madre di lui; il padre, il ricco gallerista Davis, si offre di pagare per aver salva la vita. Kai rifiuta, poiché è stato proprio con i soldi che ha corrotto la polizia perché alterasse i rapporti per salvare suo figlio; gli spara, quindi è la volta della guardia del corpo e del figlio.
La polizia ricostruisce la dinamica dell'incidente in cui è stata coinvolta la famiglia di Kai; quando questi sta uscendo dall'ospedale travestito da medico, un agente lo riconosce. Kai allora si fa scudo di un'infermiera e gli dice che non può farsi arrestare perché non ha ancora terminato il suo lavoro. L'altro poliziotto colpisce Kai a un fianco ma viene abbattuto da lui. 
Tornato da Fha, questa gli confida di aver dichiarato il falso in seguito l'incidente per timore che il padre del ragazzo coinvolto le facesse qualcosa di male; così, invece, ricevette una somma di denaro che utilizzò per le cure del fratello, cagionevole di salute. Kai la rassicura dicendole che lo immaginava, e che se non tornerà vivo dalla sua ultima missione che si è dato – eliminare un giapponese con agganci nella malavita – potrà prendersi i suoi bitcoin. Fha dice di essere disposta a fuggire con lui se potrà portare anche suo fratello, mai Kai persiste nella sua decisione. S'intrufola nella villa del giapponese e uccide i suoi scagnozzi, poi lo sfida a farsi vivo. Il nipponico prima spara a Kai un colpo non mortale, poi getta anch'egli la pistola e accetta il combattimento corpo a corpo. Nonostante si batta come un leone, Kai, debilitato dalle ferite, soccombe. Quando il giapponese sta per sparargli, compare Fha, che viene riconosciuta come la tassista che è stata corrotta in cambio della falsa testimonianza; giunge poi l'agente di polizia che si occupava del caso, il quale abbatte il giapponese. A lui Kai dice che Fha non è la sua complice bensì il suo ostaggio. Mentre questa lo porta in ospedale, Kai immagina di bagnarsi nel mare, come a volersi purificare del sangue versato quella notte, finché non perde conoscenza. Fha allora ha una visione in cui, con suo fratello, sta sulla riva dello stesso mare di Kai, mentre questi li saluta da un parapendio.

## Distribuzione
A causa della pandemia di COVID-19, il film è stato distribuito negli Stati Uniti direttamente in DVD e download digitale in 25 agosto 2020.
In Italia è stato distribuito in versione originale su Amazon Prime Video, con la possibilità di attivare i sottotitoli in italiano.

## Accoglienza
Il film ha un tasso d'approvazione del 33% sull'aggregatore di recensioni Rotten Tomatoes, cosa che indica "recensioni generalmente negative". Sono state evidenziate le somiglianze con il film del 2004 Collateral e con la saga di John Wick. Francesco Ceccamea su Nocturno ha recensito positivamente il film, apprezzando in particolare determinati momenti in cui i tempi sembrano dilatarsi e definendo il ruolo da protagonista di Mark Dacascos come il più incisivo della sua carriera.